# コワイヨル
コワイヨル （Coyolles）は、フランス、オー＝ド＝フランス地域圏、エーヌ県のコミューン。

## 地理
コミューンはオワーズ県と県境を接するエーヌ県南西部にある。
境を接するオワーズ県のコミューン、ヴォーシエンヌとイヴォールの面積内には、それぞれコワイヨルの飛び地が含まれており、オワーズ県の中にエーヌ県の飛び地があることになる。

## 史跡

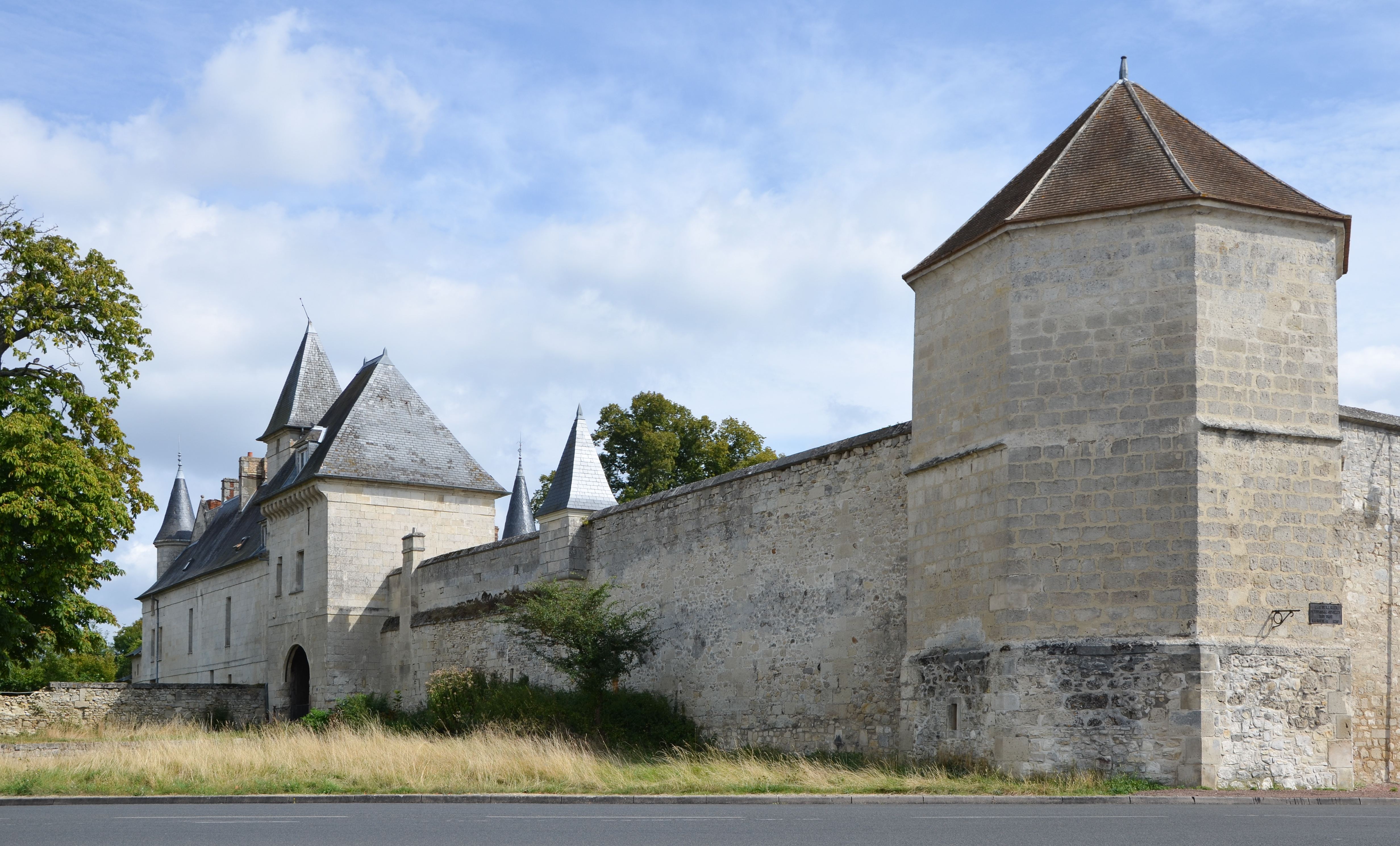
コワイヨル荘園

- コワイヨル荘園 - 16世紀の建物。歴史的記念物[1]

## 人口統計
2016年時点のコミューンの人口は346人で、2011年当時の人口より11.51%減少した
| 1962年 | 1968年 | 1975年 | 1982年 | 1990年 | 1999年 | 2010年 | 2016年 |
| ------ | ------ | ------ | ------ | ------ | ------ | ------ | ------ |
| 226    | 212    | 212    | 323    | 370    | 359    | 388    | 346    |

参照元:1962年から1999年までは複数コミューンに住所登録をする者の重複分を除いたもの。それ以降は当該コミューンの人口統計によるもの。1999年までEHESS/Cassini、2006年以降INSEE